# Округ Ричланд (Илиноис)
Округ Ричланд (енгл. Richland County) је округ у америчкој савезној држави Илиноис.

## Демографија
По попису из 2010. године број становника је 16.233, што је 84 (0,5%) становника више него 2000. године.
| Група             | 2000.          | 2010.          |
| Белци             | 15.772 (97,7%) | 15.673 (96,6%) |
| Афроамериканци    | 47 (0,3%)      | 78 (0,5%)      |
| Азијати           | 92 (0,6%)      | 119 (0,7%)     |
| Хиспаноамериканци | 124 (0,8%)     | 205 (1,3%)     |
| Укупно            | 16.149         | 16.233         |